# ソウトリュチェシュメ駅
ソウトリュチェシュメ駅（ソウトリュチェシュメえき、トルコ語:Söğütlüçeşme Tren İstasyonu）はトルコのイスタンブールカドゥキョイにある、トルコ国鉄（TCDD）とİETT（メトロビュス）の駅。
トルコ高速鉄道(YHT)の、イスタンブールにおけるターミナル駅のひとつである。

## 歴史
カドゥキョイからイズミットまでを結ぶ鉄道の一部として、オスマン帝国政府により1872年に開業した。この駅は現在の駅のすぐ北に位置していた。1880年に駅は鉄道路線と共にCFOAに売却された。CFOAは1924年まで鉄道を運営したがその後トルコ政府に買収され、最終的にはトルコ国鉄に引き継がれた。1951年には通勤電車のB2線の停車駅となる。1969年には電化された。
現在の駅は1975年から1979年の間に建設され、1985年に移設開業した。 2009年3月3日にBRTのメトロビュスがジンチルリクユから延伸開業し、ソウトリュチェシュメはハイダルパシャ郊外でイスタンブールの他の公共交通網に接続された最初の駅となった。
マルマライの工事のため2013年から一時閉鎖したが、2019年3月10日に再開業した。なお、一時閉鎖の際には当駅-ハイダルパシャ間は廃線となった。

## 駅構造

### TCDD
島式ホーム2面4線を有する高架駅で、北側のホームがマルマライ用、南側が高速列車（YHT）及びアンカラエクスプレス用に割り振られている。改札口は高架下にある。

#### のりば
※番線の番号は当記事で便宜上付けられたものであり、実際の駅には存在しない。
| アイルルク・チェスメシ ↑ \| 4 3 \| 2 1 \| ↓ フェネルヨル |                 |                                        |
| 1（西方面）                                              | マルマライ      | ユスキュダル・イェニカプ・ハルカル方面 |
| 2（東方面）                                              | マルマライ      | ギョズテペ・ペンディク・ゲブゼ方面     |
| 3（西方面）                                              | YHT・長距離列車 | バクルキョイ・ハルカル方面             |
| 4（東方面）                                              | YHT・長距離列車 | アンカラYHT・アンカラ・コンヤ方面      |

### メトロビュス
相対式ホーム2面2線構造で、乗車用・降車用で分かれている。終点であり、終点の先には折り返し用のスペースが設けられている。

#### のりば
| 終点 ↑ 西 \| 東 ↓ フィキルテぺ |                     |                                            |
| 西方面                         | 34A                 | ジェヴィズリバー方面                       |
| 西方面                         | 34AS                | スタンブール大学アウジュラルキャンパス方面 |
| 西方面                         | 34G                 | ベイリクドゥズ・ソンドゥラク方面           |
| 西方面                         | 34Z                 | ジンチルリクユ方面                         |
| 東方面                         | 34A, 34AS, 34G, 34Z | 下車専用ホーム                             |

## 駅周辺
- シュクリュ・サラジオウル・スタジアム
- ソウトリュチェシュメモスク（トルコ語版）
- カドゥキョイ地区人口総局（Kadıköy İlçe Nüfus Müdürlüğü）
- カドゥキョイ地区役所（Kadıköy Belediyesi）
- カドゥキョイ婚姻許可局（Kadikoy Belediyesi Evlendirme Dairesi）
- ムイダット・ゲゼン・アート・センター（トルコ語版）
- バグダット通り（トルコ語版、トルコ語版）

## バス路線
以下の路線バスが駅周辺のバス停に停車する。
- 14B カドゥキョイ-ビルリク・マハレシ（トルコ語版）
- 14ÇK カドゥキョイ-Ş.シャヒンベイ・マハレシ
- 14ES カドゥキョイ-エセンシェヒル（トルコ語版）
- 14ŞB カドゥキョイ-Ş.シャヒンベイ・マハレシ
- 19ES カドゥキョイ-エセンシェヒル・マハレシ
- 20D カドゥキョイ-イェニシェヒル-ドゥドゥッル（トルコ語版）
- 21Y カドゥキョイ-イェニサフラ（トルコ語版）-バトゥ・アタシェヒル
- ER1 カドゥキョイ-エレンキョイ（トルコ語版）リング
- FB1 カドゥキョイ-フェネルバフチェリング
- GZ1 カドゥキョイ-ギョズテペ（トルコ語版）

## 隣の駅
トルコ国鉄
 YHT、アンカラエクスプレス
バクルキョイ駅 - ソウトリュチェシュメ駅 - ボスタンジュ駅
 マルマライ
アイルルク・チェスメシ駅 - ソウトリュチェシュメ駅 - フェネルヨル駅
İETT（ メトロビュス）
34A、34AS、34G、34Z系統
ソウトリュチェシュメ駅 - フィキルテぺ駅